# Port Adelaide Power
Port Adelaide Power är en professionell australisk fotbollsklubb från Adelaide, Sydaustralien. Klubben tävlar i Australian Football League.

## Klubblåt

### Originaltext
| Engelsk originaltext | Svensk översättning |
| --- | ------------------- |
| We've got the Power to win Power to rule Come on, Port Adelaide aggression We are the Power from Port It's more than a sport It's true Port Adelaide tradition We'll never stop, stop, stop Till we're top, top, top There's history here in the making Port Power to win We'll never give in Till the flag is ours for the taking! With our tradition so strong We can't go wrong We're the Alberton crowd Port Adelaide proud And the heroes are those Who've earned the right To wear the silver – teal And black and white And the Port supporters Standing tall True believers One and all! |                     |

### Pitjantjatjara text
| Pitjantjatjara originaltext | Engelsk översättning | Svensk översättning |
| --- | --- | ------------------- |
| Nganana wanangara Kanyini Walawalaya kunpu inkama Nganana urunguru Wanangara Tjakangkala kunpu inkapai Wantinytja wiyala Ma-tatinma Kalanyaya rawangju kulilku Witulya ngaralala Inkamalta Munula turapi mantjini Wanangara! | We have the power of a lightning bolt Come on, Play strongly We're like a lightning bolt We are from the port We're like a lightning bolt In our tradition we play strong Keep on playing, climbing to the top They will always remember us Standing strongly, We'll keep playing And recieve the trophy Lightning bolt! |                     |